# Pevnost Ágra
Pevnost Ágra, známá též jako Červená pevnost v Ágře, je indická pevnost ležící v městě Ágra, ležícího asi 200 km jihovýchodně od Dillí. 2,5 kilometru jihovýchodně od pevnosti se nachází jedna z nejznámějších indických památek, Tádž Mahal. Je jednou z ukázek Mughalské architektury, která spojuje prvky architektury islámské s tradiční architekturou Indie.

## Význam
Ágerská pevnost patří k vůbec nejdůležitějším pevnostem v Indii.[zdroj?] V době Mughalské říše zde sídlili tehdejší panovníci a řídili odtud celou zemi. V současné době[kdy?] je často navštěvovaným turistickým místem. Přístupná je jižní část pevnosti. Centrálním prvkem celého areálu je Diwan-i-Am, kde císař přijímal návštěvníky a delegace. K privátním přijímáním sloužil diwan i-Kas. Zde stával Šáhdžahánův Paví trůn, jež obsahoval diamant Koh-i-Noor a další drahé kameny. Známý je také Šíšmahal neboli Zrcadlový palác, jehož stěny jsou celé pokryty skleněnými úlomky.
Pevnost má čtyři brány; brána Khizri Gate je orientována k řece Jamuně; Dillíská brána se nachází na západním okraji pevnosti. Obě jsou pro návštěvníky uzavřené, neboť vedou do neveřejné části areálu, který využívá indická armáda. Turisté mohou do části pevnosti vstoupit Láhaurskou bránou. 
Pevnost má rozlohu 380 000 m2 a půlkruhový půdorys. Její dvojité zdi mají výšku až 21 m a délku 2,4 km. 
Od roku 1983 je součástí světového dědictví UNESCO.

## Historie

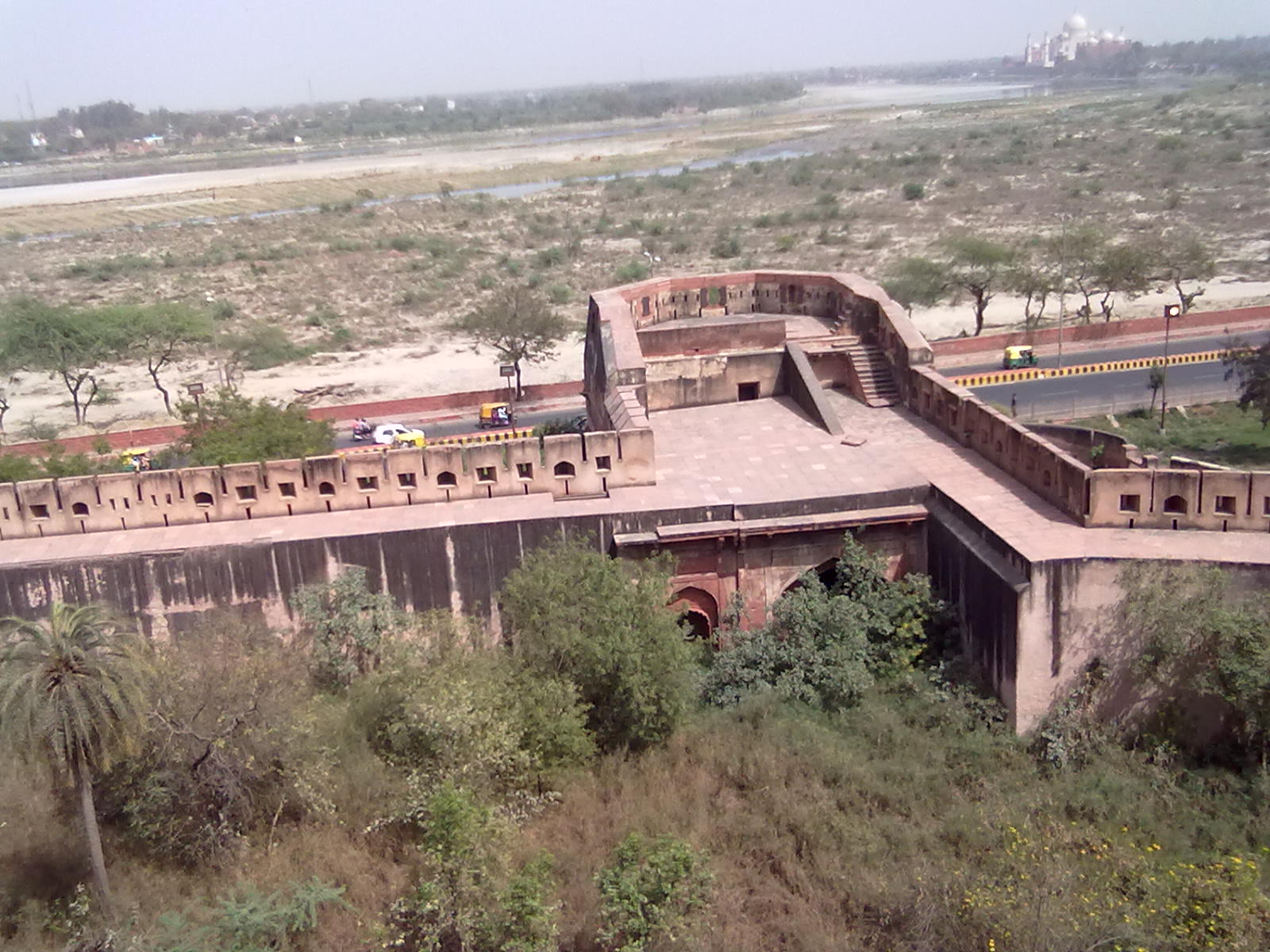
Bastion pevnosti.

Na jediném návrší ve městě Ágra existovala pevnost z cihel nejspíše už v 11. století. První zmínka o stavbě pochází z roku 1080. V historických záznamech je označovaná jako Badalgarh. Svůj palác zde měl nejspíše i dillíský sultán Ibráhim Lódí. Mughalové se pevnosti zmocnili v roce 1526. Po nějakou dobu zde pobýval i císař Bábur. V roce 1530 zde byl na trůn uveden jeho nástupce, císař Humajún. V letech 1540 až 1555 pevnost ovládal Šér Chán Súr.
Pevnost byla zbudována z rozhodnutí císaře Akbara Velikého po přesunutí hlavního města jeho říše do Ágry. Stavba pevnosti byla císařem zahájena v roce 1565. Vzhledem ke strategické poloze města a existenci návrší nad řekou Jamunou bylo nezbytné přebudovat původní polorozbořené opevnění. Na novou pevnost byl dovezen červený pískovec z Rádžasthánu. Pískovec byl dostupnější než bílý mramor, který Akbar Veliký preferoval; mohl jej použít pouze pro nejvýznamnější stavby. Budována byla osm let a dokončena v roce 1573. Na stavbě pracovaly čtyři tisíce lidí.
Do současné doby se nedochovaly všechny stavby z doby největší slávy Mughalské říše. Některé byly zbourány císařem Šáhdžahánem, který je nahradil novými paláci, a dal pevnosti současnou podobu. Pevnost původně sloužila jako vojenská stavba, avšak Šáhdžahán ji zpohodlnil a přetvořil na palác. Na přistavěné části byl použit bílý mramor, který Šáhdžahán použil i na výstavbu mauzolea Tádž Mahal pro jeho ženu Mumtaz Mahal. Později ho jeho syn Aurangzéb v roce 1658 svrhl z trůnu a držel jej zde v domácím vězení až do jeho smrti v roce 1666.Pevnost ztratila svůj význam v roce 1648, kdy bylo hlavní město říše přesunuto do Dillí a tam zbudována pevnost nová.
V 18. století pevnost často střídala své pány.
Některé stavby byly zničeny Brity mezi lety 1803 až 1862 při výstavbě kasáren. Na jihovýchodní straně přivrácené k řece Jamuně se dochovalo zhruba třicet původních staveb.
Během povstání v roce 1857 se v pevnosti zabarikádovali britští vojáci, kteří čelili přesile indických vzbouřenců.